# Kasteel De Maurissens

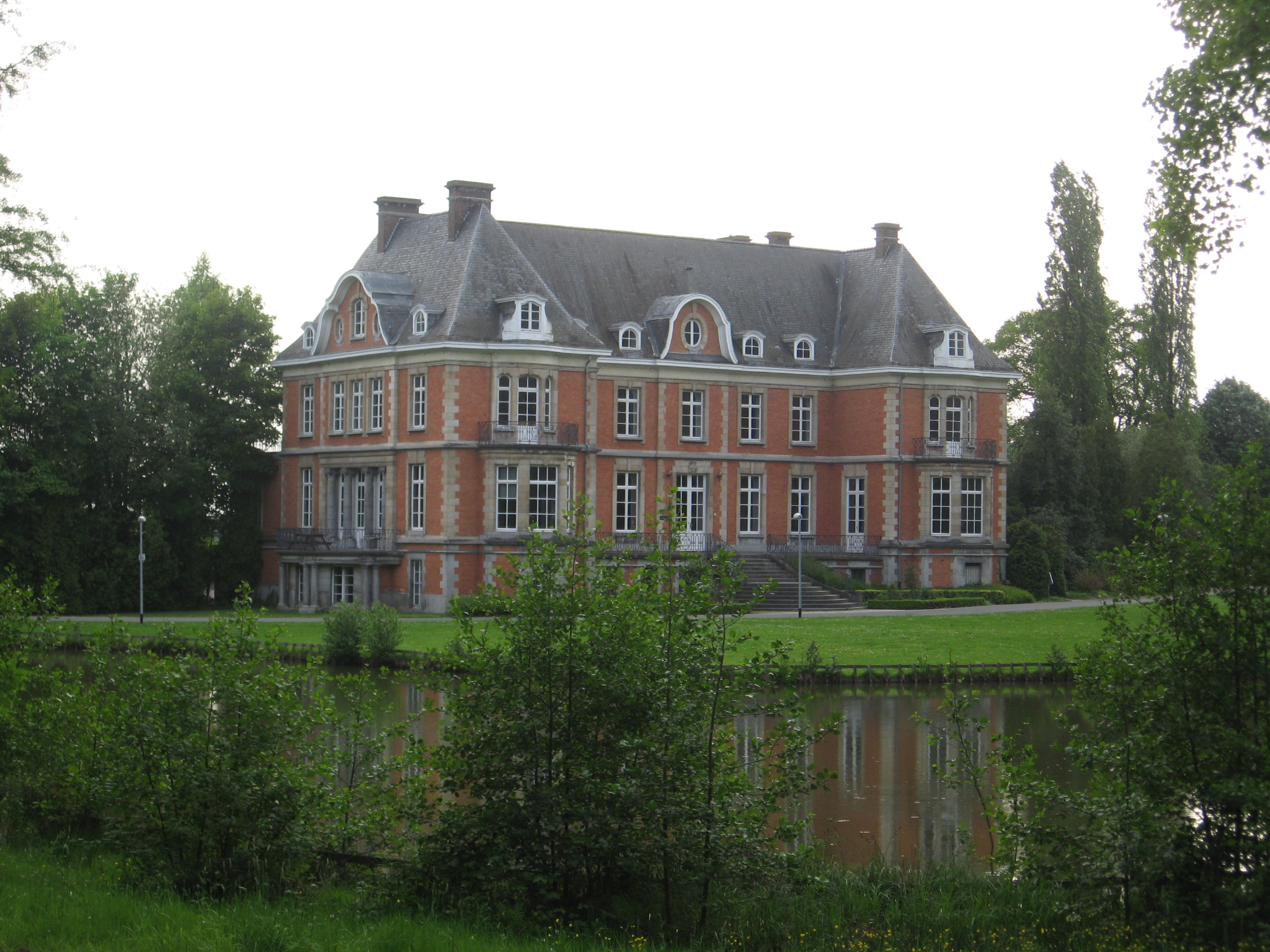
Kasteel de Maurissens

Kasteel de Maurissens is een kasteel in de tot de Vlaams-Brabantse gemeente Lubbeek behorende plaats Pellenberg, gelegen aan het Weligerveld 6.

## Geschiedenis
Hier lag het Hof te Laar, dat al vanaf de 15e eeuw bekend was. In de 16e eeuw zou het, naast de pachthoeve, als buitenhuis zijn gebruikt. Het huis van plaisantie ende pachthof daar neven staande werd in 1789 verkocht aan Frederic de Loën d'Enschedé.
Omstreeks 1805 werd het goed gekocht door Lambert-Joseph de Maurissens. In 1831 vond hier overleg plaats tussen de prins van Oranje en de Britse gezant om een einde te maken aan de Tiendaagse Veldtocht.
In 1859 werd op de fundamenten van het oude huis van plaisantie een nieuw kasteel gebouwd in neoclassicistische stijl. In 1907 werd dit kasteel verder verbouwd, waarbij een aantal neoclassicistische elementen behouden bleven. Bij een wraakactie van de Duitse bezetters in 1914 werd het kasteel verwoest. In 1916 werd het herbouwd naar ontwerp van Chrétien Veraart. Er ontstond een eclectisch gebouw met neo-Lodewijk XV-stijlelementen.
Het kasteel werd in 1945 aangekocht door de Katholieke Universiteit Leuven, die het in gebruik nam als sanatorium. Later werden nabij het kasteel hospitaalgebouwen opgericht.